# Фазыл-Китай
Фазы́л-Кита́й (укр. Фазил-Китай, крымскотат. Fazıl Qıtay, Фазыл Къытай) — исчезнувшее село в Джанкойском районе Республики Крым, располагавшееся на севере района, у берега Сиваша, примерно в 2 км к югу от современного села Столбовое.

### Динамика численности населения
- 1805 год — 178 чел.[5]
- 1889 год — 78 чел.[6]
- 1900 год — 122 чел.[7]
- 1915 год — 19/12 чел.[8][9]
- 1926 год — 12 чел.[10]

## История
Первое документальное упоминание села встречается в Камеральном Описании Крыма… 1784 года, судя по которому, в последний период Крымского ханства Кытай входил в Дип Чонгарский кадылык Карасубазарского каймаканства. После присоединения Крыма к России (8) 19 апреля 1783 года, (8) 19 февраля 1784 года, именным указом Екатерины II сенату, на территории бывшего Крымского Ханства была образована Таврическая область и деревня была приписана к Перекопскому уезду. После Павловских реформ, с 1796 по 1802 год, входила в Перекопский уезд Новороссийской губернии. По новому административному делению, после создания 8 (20) октября 1802 года Таврической губернии, Китай был включён в состав Биюк-Тузакчинской волости Перекопского уезда.
По Ведомости о всех селениях в Перекопском уезде состоящих с показанием в которой волости сколько числом дворов и душ… от 21 октября 1805 года в деревне Китай числилось 27 дворов, 158 крымских татар, 2 ясыров и 18 цыган. На военно-топографической карте генерал-майора Мухина 1817 года деревня Китай обозначена с 15 дворами. Затем, видимо, вследствие эмиграции крымских татар в Турцию, деревня опустела и в «Ведомости о казённых волостях Таврической губернии 1829 года» среди жилых уже не записана, а на картах 1836 и 1842 года обозначены развалины деревни Фазыл-Китай, как и на трёхверстовой карте 1865 года.
Возрождено селение было после 1876 года, так как на карте под этим годом ещё не обозначено, а в «Памятной книге Таврической губернии 1889 года» по результатам Х ревизии 1887 года в Байгончекской волости уже записан Фалиль-Китай с 15 дворами и 78 жителями.
После земской реформы 1890 года деревню отнесли к Богемской волости. По «…Памятной книжке Таврической губернии на 1900 год» в Фазыл-Китае числилось 122 жителя в 16 дворах. По Статистическому справочнику Таврической губернии. Ч.II-я. Статистический очерк, выпуск пятый Перекопский уезд, 1915 год, на хуторе Фазыл-Китай (Малика) Богемской волости Перекопского уезда числилось 2 двора с русским населением в количестве 19 человек приписных жителей и 12 «посторонних», из которых 16 мужчин и 12 женщин. При хуторе числилось 280 десятин удобной земли. В хозяйстве имелось 25 лошадей, 18 волов, 12 коров и 75 голов мелкого скота.
После установления в Крыму Советской власти, по постановлению Крымревкома от 8 января 1921 года № 206 «Об изменении административных границ» была упразднена волостная система и в составе Джанкойского уезда был создан Джанкойский район. В 1922 году уезды преобразовали в округа. 11 октября 1923 года, согласно постановлению ВЦИК, в административное деление Крымской АССР были внесены изменения, в результате которых округа были ликвидированы, основной административной единицей стал Джанкойский район и село включили в его состав. Согласно Списку населённых пунктов Крымской АССР по Всесоюзной переписи 17 декабря 1926 года, в хуторе Фазыл-Китай, Таганашского сельсовета Джанкойского района, числилось 4 двора, население составляло 12 человек, все русские. Село обозначено на карте Генштаба Красной Армии 1941 года, а на двухкилометровке РККА 1942 года селение уже не обозначено.